# Wallichia triandra
Wallichia triandra är en enhjärtbladig växtart som först beskrevs av J. Joseph, och fick sitt nu gällande namn av S.K.Basu. Wallichia triandra ingår i släktet Wallichia och familjen Arecaceae. IUCN kategoriserar arten globalt som livskraftig. Inga underarter finns listade i Catalogue of Life.